# Chapelle Notre-Dame-de-la-Piété de Thuir
La chapelle Notre-Dame-de-la-Piété de Thuir (en catalan : Mare de Déu de la Pietat de Tuïr) est un édifice religieux situé à Thuir, dans le département français des Pyrénées-Orientales, en région Occitanie.

## Description
L'édifice est situé au nord-est du bourg de Thuir, au bord de l'avenue Docteur François Ecoiffier. Elle est composée d'une nef unique terminée par une abside polygonale pointant vers le nord-est. La chapelle est construite en cayrou et en pierre, couverte de tuiles, avec un clocheton en briques. Elle dispose d'une statuette en plomb du XIIe siècle.